# Francesco Casoli
Francesco Casoli (Senigallia, 5 giugno 1961) è un politico e dirigente d'azienda italiano, senatore de Il Popolo della Libertà.

## Biografia
Presidente del gruppo industriale Elica. Dall'aprile 2005 è stato presidente dell'Assindustria di Ancona sino al 2006.
Eletto senatore nel 2006 nelle Marche per Forza Italia, conferma il proprio seggio a Palazzo Madama anche dopo le elezioni politiche del 2008 nel Popolo della Libertà. Termina il proprio mandato parlamentare nel 2013.
È sposato dal 2014 con Viviana Catellan e ha tre figli (Tommaso, Teo e Tancredi) avuti da precedenti relazioni.